# شگ‌ماهیان زره‌شکم
شگ‌ماهیان زره‌شکم (نام علمی: Pristigasteridae) نام یک تیره از راسته شگ‌ماهی‌سانان است.